# 大明碘泡虫
大明碘泡虫（学名：Myxobolus tamingensis）为碘泡科碘泡虫属的动物。在中国，分布于山东等，营寄生生活，寄生在鳙的膀胱。